# Блек Брант (ракета)
Блек Брант е канадска експериментална ракета. Откакто започва производството ѝ през 1961 година, над 800 ракети Блек Брант в различни конфигурации са били изстреляни, като само две изстрелвания са били неуспешни и то на прототипи. Ракетите Блек Брант се използват от Канадската космическа агенция и от НАСА.

## Варианти

### Блек Брант I
- Товар: 68 кг
- Таван на полета: 225 км
- Тяга при излитане: 111 kN
- Маса при излитане: 730 кг
- Диаметър: 0,26 м
- Дължина: 7,41 м

### Блек Брант II
- Товар: 68 кг
- Таван на полета: 274 км
- Тяга при излитане: 89 kN
- Маса при излитане: 800 кг
- Диаметър: 0,44 м
- Дължина: 8,45 м

### Блек Брант III
- Товар: 18 кг
- Таван на полета: 177 км
- Тяга при излитане: 49 kN
- Маса при излитане: 286 кг
- Диаметър: 0,26 м
- Дължина: 5,5 м

### Блек Брант IV
- Товар: 100 кг
- Таван на полета: 1000 км
- Тяга при излитане: 111 kN
- Маса при излитане: 1356 кг
- Диаметър: 0,44 м
- Дължина: 11,06 м

### Блек Брант V
- Товар: 68 кг
- Таван на полета: 387 км
- Тяга при излитане: 111 kN
- Маса при излитане: 1197 кг
- Диаметър: 0,44 м
- Дължина: 8,15 м

### Блек Брант VI
- Таван на полета: 72 км
- Тяга при излитане: 7 kN
- Маса при излитане: 100 кг
- Диаметър: 0,12 м
- Дължина: 2,8 м

### Блек Брант VIII
- Таван на полета: 340 км
- Тяга при излитане: 196 kN
- Маса при излитане: 2000 кг
- Диаметър: 0,44 м
- Дължина: 11,9 м

### Блек Брант IX
- Тяга при излитане: 257 kN
- Маса при излитане: 2600 кг
- Диаметър: 0,44 м

### Блек Брант X
- Товар: 90 кг
- Таван на полета: 900 км
- Тяга при излитане: 257 kN
- Маса при излитане: 2600 кг
- Диаметър: 0,44 м
- Дължина: 14,5 м

### Блек Брант XII
- Товар: 522 кг
- Таван на полета: 1500 км